# Кожла (деревня)
Кожла (мар. Кожласола) — деревня в Звениговском районе Республики Марий Эл. Входит в состав Красноярского сельского поселения.

## География
Находится в южной части республики Марий Эл на расстоянии приблизительно 4 км по прямой на север от районного центра города Звенигово на левобережье Волги.

## История
В середине XIX века околоток Кожла (Кожласола) входил в состав деревни Ошурга Помъяльской волости. Позже деревня стала упоминаться как самостоятельный населённый пункт. В 1939 году в деревне насчитывалось 247 жителей, в 1986 году отмечено 53 хозяйства. В советское время работали колхозы «Правда», «Ончыл» и имени Мичурина.

## Население
Население составляло 113 человек (мари 95 %) в 2002 году, 110 в 2010.